# Râul Valea Satului, Pogăniș
Râul Valea Satului este un afluent al râului Tău. 

## Hărți
- Harta Județului Caraș-Severin